# Viktorija Čmilytė
Viktorija Čmilytė (Šiauliai, 6 agosto 1983) è una politica e scacchista lituana.

## Carriera scacchistica
Dopo aver vinto diversi campionati giovanili femminili, tra cui il campionato del mondo femminile U12 del 1995 a São Lourenço, nel 1999 vinse all'età di 16 anni il campionato lituano assoluto, superando agli spareggi tre grandi maestri e un maestro internazionale uomini (ripeté la vittoria nel 2005).
Diventò Grande Maestro Femminile nel 2001 all'età di 18 anni, e Grande Maestro nel 2010.
Ha partecipato con la nazionale lituana femminile a diverse Olimpiadi, vincendo due medaglie d'oro in prima scacchiera: alle olimpiadi di Istanbul 2000 (con 8 ½ su 11) e di Calvià 2004 (con 9 ½ su 12).
Ha vinto la medaglia d'argento nei campionati europei femminili del 2003, 2008 e 2010.
Nel 2007 ha vinto a Magonza il campionato del mondo femminile di scacchi rapidi.
Nella lista FIDE di marzo 2020 ha 2538 punti Elo, al 7º posto nella graduatoria mondiale femminile.

## Politica
Nel 2015 ha sostituito Remigijus Šimašius nel Seimas, il Parlamento lituano, nelle file del Movimento dei Liberali della Repubblica di Lituania. Rieletta nelle elezioni parlamentari del 2016, è divenuta vicepresidente del partito nel 2017 e presidente nel 2018. Nel 2019 è diventata leader dell'opposizione nel Seimas, nel 2020 è stata eletta Presidente del Seimas.

## Vita privata
Dal 2001 al 2008 è stata sposata con il grande maestro russo-spagnolo Aleksej Širov. Successivamente si è risposata con il danese Peter Heine Nielsen, anch'egli Grande Maestro.